# Rudolf Kotulan
Rudolf Karl Erich Kotulan (* 7. Mai 1906 in Berlin; † 17. Februar 1967) war ein deutscher Widerstandskämpfer gegen das NS-Regime, Politiker (KPD/SED) und leitender Polizeifunktionär in der DDR. Er war Chef der Bezirksbehörde der Deutschen Volkspolizei Frankfurt (Oder).

## Leben

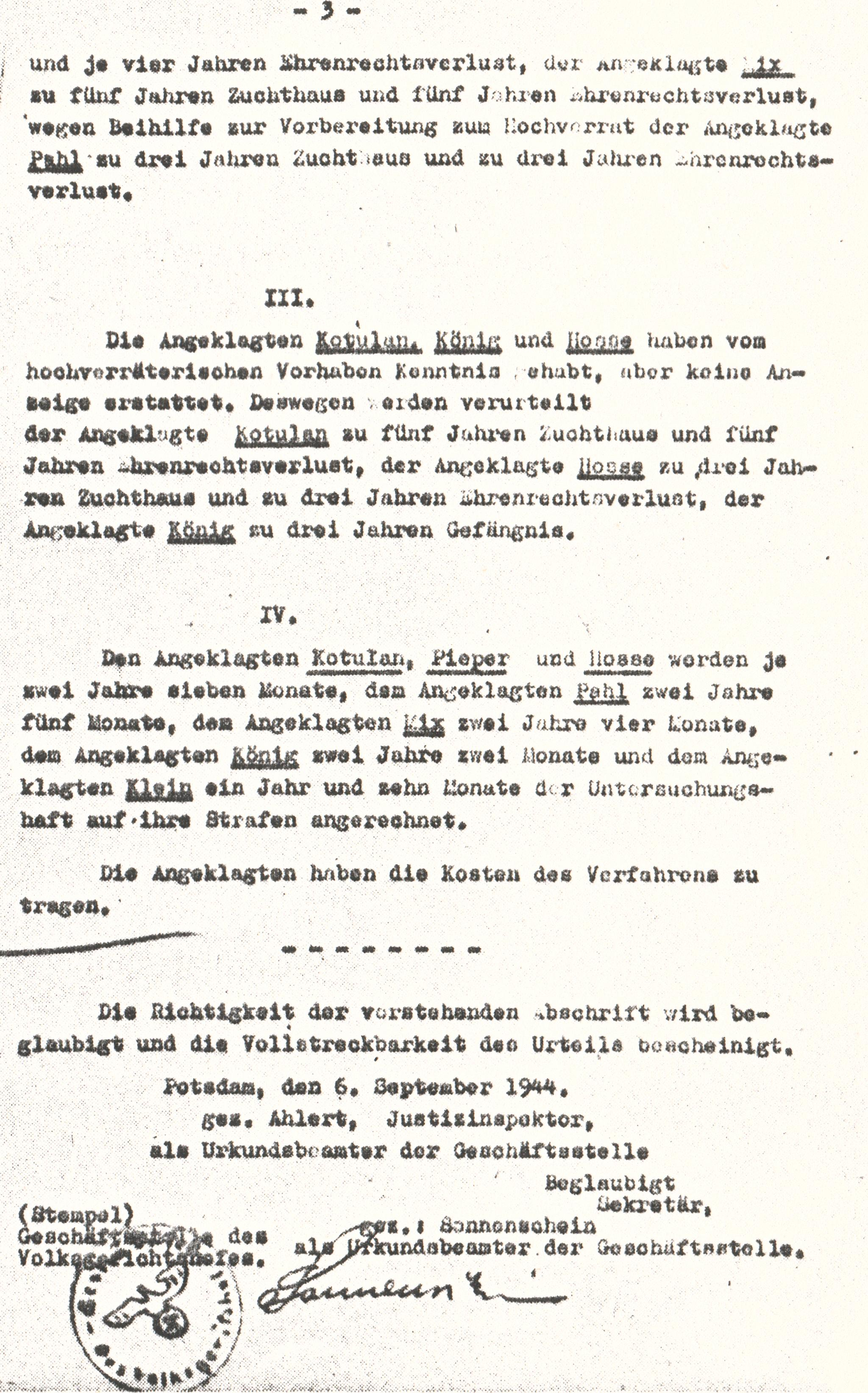
Urteil des Volksgerichtshofs gegen Rudolf Kotulan

Kotulan, Sohn eines Mützenmachers, besuchte die Volksschule und erlernte den Beruf des Kürschners. Seit 1927 war er gewerkschaftlich organisiert, 1930 trat er der Kommunistischen Partei Deutschlands (KPD) bei. Er war Zellenkassierer der Roten Hilfe und ab 1932 Ortsgruppenleiter der KPD in Berlin-Falkensee.
Nach der „Machtergreifung“ der Nationalsozialisten 1933 war Kotulan weiterhin illegal für die KPD tätig und zeitweilig inhaftiert. Seit Frühjahr 1934 war er zusammen mit Willi Zingler am illegalen Wiederaufbau des KPD-Unterbezirkes Berlin-Stettiner Bahnhof beteiligt. Kotulan arbeitete bis 1940 als Kürschner. Anschließend war er als Schleifer, unter anderem in der Zahnradfabrik Friedrichshafen, Werk Berlin-Wittenau, beschäftigt. Am 4. Februar 1942 wurde Kotulan als Mitglied der Gruppe um Robert Uhrig verhaftet, vom „Volksgerichtshof“ zusammen mit Werner Seelenbinder angeklagt und im September 1944 „wegen Vorbereitung zum Hochverrat“ zu fünf Jahren Zuchthaus verurteilt. Während des Prozesses nahm Otto Schmirgal gegen Kotulan gerichtete Beschuldigungen auf sich, um wenigstens dessen Leben zu retten. Kotulan war bis zum Kriegsende im Zuchthaus Brandenburg-Görden und im KZ Sachsenhausen inhaftiert.
1945 trat Kotulan wieder der KPD bei und wurde 1946 Mitglied der Sozialistischen Einheitspartei Deutschlands (SED). 1945 trat er in die Deutsche Volkspolizei (DVP) ein. Kotulan war Revierleiter, Inspektionsleiter und stellvertretender Chef der DVP-Landesbehörde Brandenburg. Nach der Bildung der Bezirke in der DDR fungierte er von 1952 bis 1959 als Chef der Bezirksbehörde der DVP Frankfurt (Oder), zunächst im Rang eines Inspekteurs und ab 1957 als Oberst der DVP. Kotulan war Mitglied der SED-Bezirksleitung und Abgeordneter des Bezirkstages Frankfurt (Oder). Im Oktober 1959 wurde er wegen nichtparteimäßigen Verhaltens gerügt, abgesetzt und in einen anderen Bezirk versetzt. Später lebte er als Oberst a. D. in Dresden.

## Auszeichnungen
- Vaterländischer Verdienstorden in Bronze (1955)
- Medaille für Kämpfer gegen den Faschismus 1933 bis 1945 (1958)